# Jonthodes callichromoides
Jonthodes callichromoides là một loài bọ cánh cứng trong họ Cerambycidae.